# Jeff Halpern
Jeffrey Craig „Jeff“ Halpern (* 3. Mai 1976 in Potomac, Maryland) ist ein ehemaliger US-amerikanischer Eishockeyspieler und derzeitiger -trainer. Während seiner aktiven Karriere absolvierte der Center zwischen 1999 und 2014 über 1000 Spiele für insgesamt sieben Teams in der National Hockey League, den Großteil davon für die Washington Capitals. Mit der Nationalmannschaft der USA nahm er an mehreren Weltmeisterschaften teil und gewann dabei im Jahre 2004 die Bronzemedaille. Seit Juni 2018 fungiert er als Assistenztrainer der Tampa Bay Lightning, für die er zuvor bereits als Spieler aktiv war.

## Karriere
Nach seinem Abschluss an der Princeton University begann Halpern seine Karriere bei den Washington Capitals in der Saison 1999/2000, nachdem er ungedraftet als Free Agent verpflichtet wurde und gleich 79 der 82 Spiele bestreiten konnte. Vor der Saison 2005/06 – die erste Saison nach dem NHL-Lockout – wurde er von den Capitals zum Mannschaftskapitän ernannt.
Im Sommer 2006 wechselte er schließlich als Free Agent von Washington zu den Dallas Stars und unterschrieb einen Vierjahresvertrag und galt indirekt zusammen mit der Verpflichtung von Eric Lindros als Ersatz für den abgewanderten Jason Arnott. Zur Trade Deadline der Saison 2007/08 wurde er zusammen mit Jussi Jokinen und Mike Smith von Dallas zu den Tampa Bay Lightning transferiert. Im Gegenzug kamen Brad Richards und Johan Holmqvist nach Texas.
Am 3. März 2010 wurde er im Rahmen der Trade Deadline für Teddy Purcell und ein Drittrunden-Wahlrecht an die Los Angeles Kings abgegeben. Im September 2010 unterzeichnete Halpern bei den Montréal Canadiens. Am 1. Juli 2011 einigte er sich mit den Washington Capitals auf einen Kontrakt für ein Jahr. Nach diesem Jahr war Halpern wieder als Free Agent verfügbar und wurde im Juli 2012, wiederum für ein Jahr, von den New York Rangers verpflichtet. In New York absolvierte er 30 Spiele, ehe er auf den Waiver gesetzt wurde, um ins AHL-Farmteam der Rangers transferiert zu werden. Halperns vorheriger Arbeitgeber, die Canadiens, nutzte die Gelegenheit im März 2013 und stattete ihn erneut mit einem Vertrag bis zum Ende der Saison 2012/13 aus.
Im September 2013 schloss sich Halpern dann dem finnischen Klub Turun Palloseura an, absolvierte dort jedoch kein Pflichtspiel, da der Vertrag eine Rückkehr in die NHL erlaubte, die in der Folge durch einen Einjahresvertrag bei den Phoenix Coyotes ermöglicht wurde.
Nach der Saison 2013/14 beendete Halpern seine aktive Karriere, in der er insgesamt über 1000 Spiele in der NHL bestritten hatte. Zur Saison 2015/16 wechselte er in den Trainerstab der Syracuse Crunch, die als Farmteam der Tampa Bay Lightning fungieren. Innerhalb der Organisation wurde er im Juni 2018 zum Assistenztrainer von Jon Cooper bei den Lightning befördert.

## Erfolge und Auszeichnungen
- 1998 ECAC Second All-Star Team
- 1999 ECAC Second All-Star Team
- 2000 NHL-Rookie des Monats März

### International
- 2004 Bronzemedaille bei der Weltmeisterschaft

## Karrierestatistik

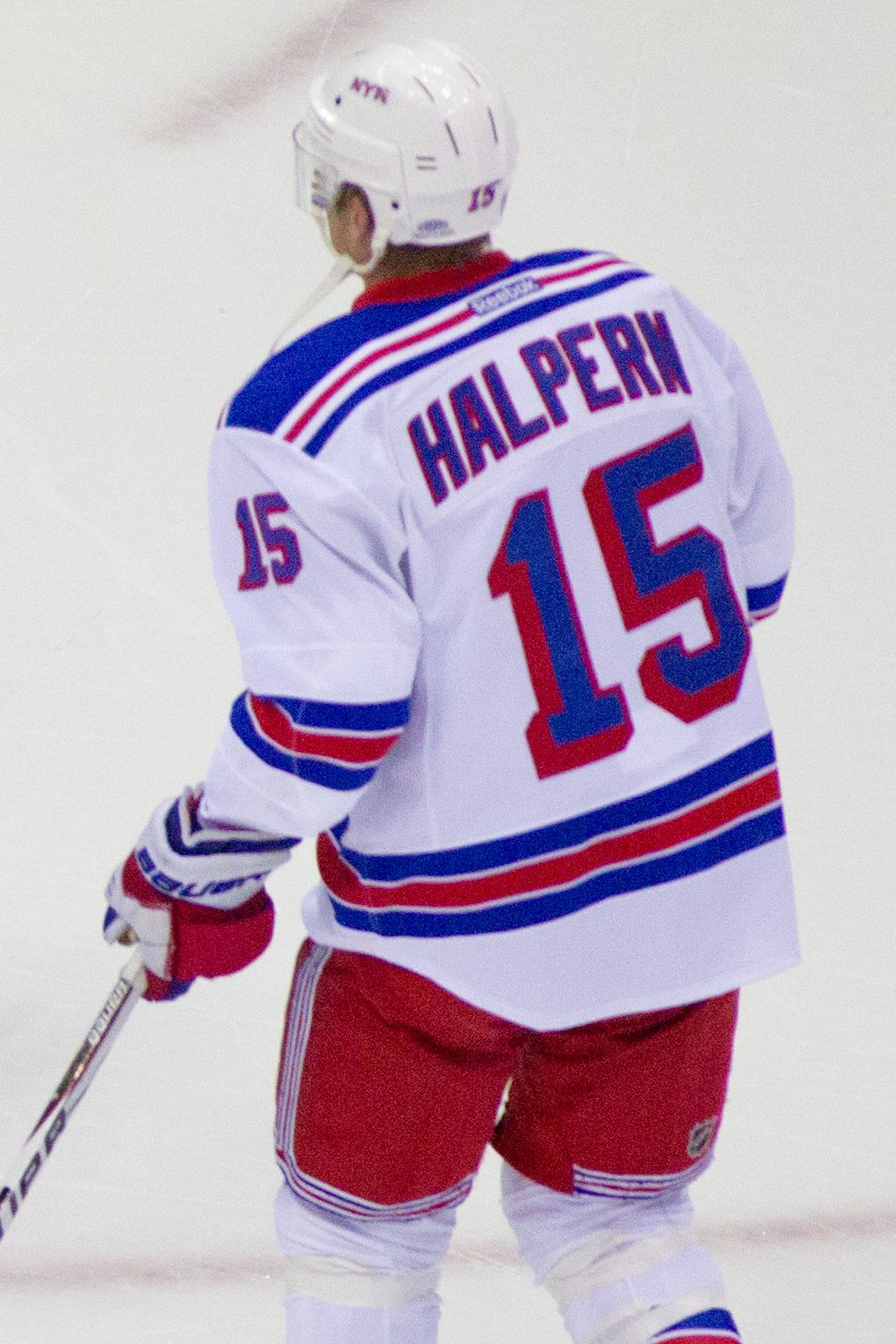
Halpern im Trikot der New York Rangers (2013)

### International
Vertrat die USA bei:
| - Weltmeisterschaft 2000 - Weltmeisterschaft 2001 - Weltmeisterschaft 2004 | - World Cup of Hockey 2004 - Weltmeisterschaft 2005 - Weltmeisterschaft 2008 |

(Legende zur Spielerstatistik: Sp oder GP = absolvierte Spiele; T oder G = erzielte Tore; V oder A = erzielte Assists; Pkt oder Pts = erzielte Scorerpunkte; SM oder PIM = erhaltene Strafminuten; +/− = Plus/Minus-Bilanz; PP = erzielte Überzahltore; SH = erzielte Unterzahltore; GW = erzielte Siegtore; 1 Play-downs/Relegation; Kursiv: Statistik nicht vollständig)